# Flatliners (1990)
Flatliners is een Amerikaanse speelfilm uit 1990 onder regie van Joel Schumacher naar een script van Peter Filardi, en geproduceerd door Michael Douglas. In 2017 kwam een remake van de film in de bioscopen.

## Verhaal
Vier medische studenten (Nelson, Rachel, David en Joe) experimenteren in het geheim met bijna-doodervaringen door een hartstilstand te forceren. Het doel van de experimenten is het ontdekken van een eventueel leven na de dood. Na elk experiment wordt echter de betreffende deelnemer geconfronteerd met ingrijpende gebeurtenissen uit zijn of haar verleden en elk van hen komt daardoor met zijn geweten in de problemen.
De spoken uit het verleden lijken de vier studenten te willen laten voelen wat zij in het verleden zelf gevoeld hebben. In het geval van Rachel pakt het positief uit: haar vader pleegde zelfmoord toen ze nog een klein meisje was. Hoewel ze altijd dacht dat het haar schuld was komt ze er nu achter dat haar niets te verwijten viel. Bij de drie jongens zijn de gevolgen van de bijna-doodervaring echter minder plezierig. Nelson wordt vanaf zijn bijna-doodervaring achterna gezeten door Billy, een klein jongetje in een rode trui, die hem hardhandig in elkaar slaat op ieder moment dat Nelson alleen in een ruimte is. Het blijkt een jongetje te zijn dat ooit om het leven is gekomen door toedoen van Nelsons pestgedrag. Joe heeft er een sport van gemaakt om vrouwen met valse beloften het bed in te krijgen, om ze vervolgens tijdens "de daad" te filmen. In de visioenen die hem achtervolgen, maken de vrouwen misbruik van hém ... de spoken verdwijnen uiteindelijk wanneer zijn verloofde (de eerste van wie hij wél echt blijkt te houden) op een gegeven moment zijn verzameling videobanden ontdekt en daardoor de relatie definitief verbreekt. Dave pestte op jonge leeftijd jarenlang een Afro-Amerikaans meisje in zijn klas, dat hem voortaan te pas en te onpas komt uitschelden. Het spook uit het verleden verdwijnt echter vanaf het moment dat de student zijn vroegere klasgenootje gaat opzoeken, om haar om vergeving te vragen.

## Hoofdrolspelers
| Acteur            | Personage       |
| ----------------- | --------------- |
| Kiefer Sutherland | Nelson          |
| Julia Roberts     | Rachel Mannus   |
| Kevin Bacon       | David Labraccio |
| William Baldwin   | Joe Hurley      |
| Oliver Platt      | Randy Steckle   |
| Joshua Rudoy      | Billy Mahoney   |

## Locatie
De film speelt in Chicago. De buitenkant van het Museum of Science and Industry  diende als decor van de experimenteerruimte.